# Bien de experiencia
Los bienes de experiencia son aquellos bienes cuya características relevantes como la calidad, resistencia o durabilidad no pueden ser determinados por el cliente hasta una vez que han sido adquiridos o consumidos. En este tipo de bienes pueden existir incentivos a producirse fraudes respecto a los elementos del bien como puede ser la calidad. Este problema se acentúa aún más en los denominados bienes de confianza, en los que el resultado del bien solo puede ser juzgado por un experto. Frente a este tipo de bienes, los denominados bienes de búsqueda pueden ser enjuiciados por el consumidor con carácter previo a su adquisición. Este tipo de bienes fueron estudiados por primera vez por Philip Nelson en 1970.
Los estudios científicos no avalan, al menos de manera clara, la creencia general de que los bienes de experiencia son menos adecuados para la venta online que los bienes de búsqueda. Esto es así debido a que la clasificación en el continuo bienes de búsqueda-experiencia-confianza es subjetivo, en función del mix de atributos de búsqueda-experiencia-confianza que el usuario considera que tiene cada producto. Así pues, para un consumidor que ya ha experimentado previamente con un bien de experiencia antes de la compra (porque los ha probado o comprado previamente), los atributos de experiencia se convierten en atributos de búsqueda pasando a convertirse, para este consumidor, un bien de búsqueda.